# Perl 6
Perl 6 е главна ревизия на програмния език Perl, която все още е в стадий на разработка като Спецификация на програмен език, от която са написани няколко компилатора и интерпретатора. Съвместимостта с текущата 5-а версия на езика не е цел на спецификацията, все пак режим на обратна съвместимост е включена в спецификацията. Процесът на дизайн на езика започва през 2000 година.

### Други
- Perl 6 Wiki Архив на оригинала от 2008-09-07 в Wayback Machine.
- Planet Perl 6 Архив на оригинала от 2007-03-06 в Wayback Machine. – агрегатор на Perl 6 блогове
- от Perl5 към Perl 6
- Perl 6 и Parrot линкове
- Present Continuous, Future Perfect
- Разлики между Perl5 и Perl6 Архив на оригинала от 2007-07-07 в Wayback Machine.
- Perl 6 at Wikia[неработеща препратка]